# Bancells (Guixers)
Bancells (ó el Bancell) és una masia de la part sud-oriental del municipi de Guixers, a la comarca catalana del Solsonès. Està situada damunt d'un turó a l'est de la Serra de Maçaners, a un centenar de metres per sobre i a la dreta de l'Aigua de Llinars.

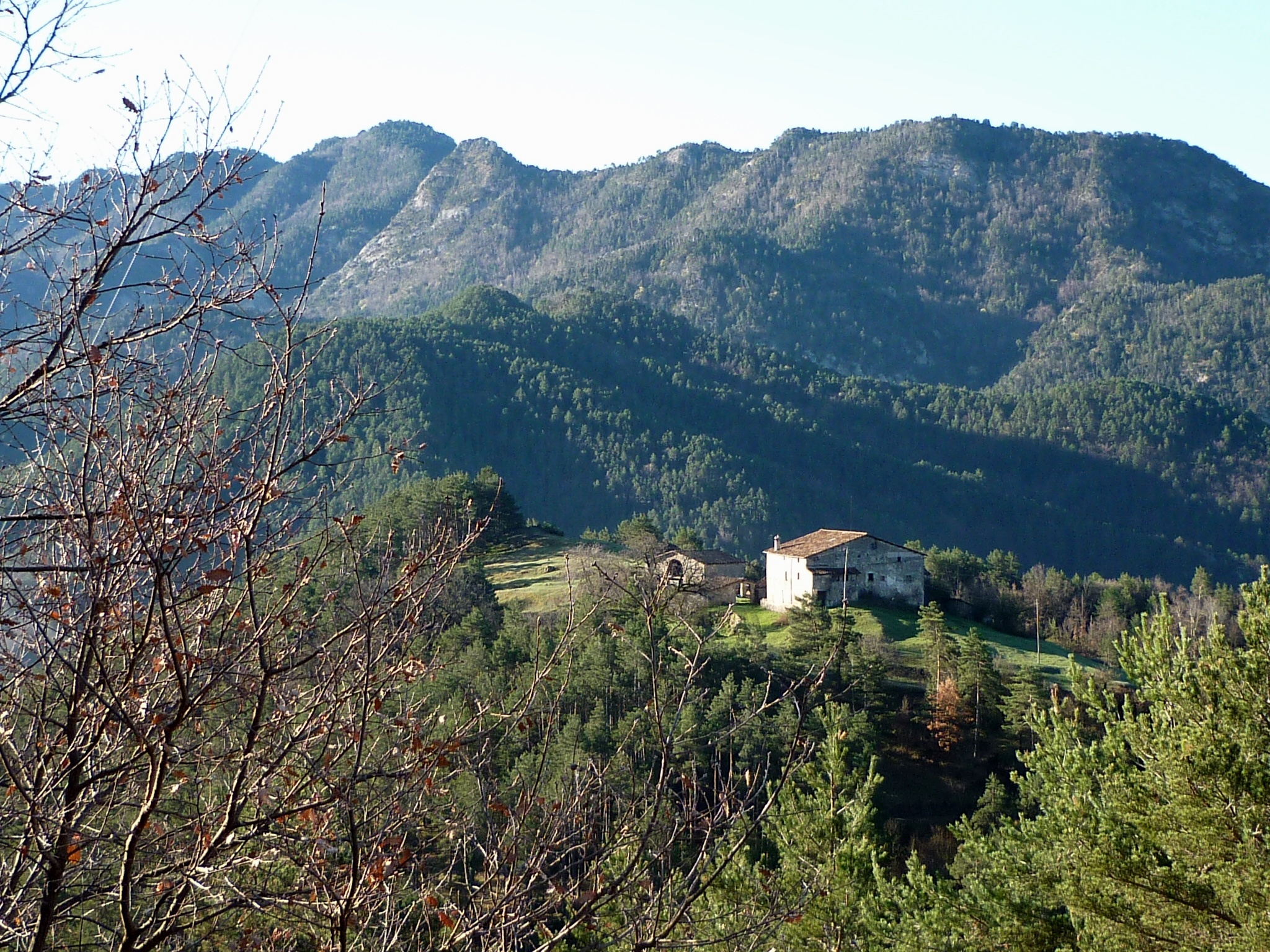
Masia del Bancell amb el Serrat de la Qüestió al fons

Té adossada a la façana sud una petita capella dedicada a Sant Pere.
A prop hi passa la carretera que puja cap a Sisquer, el Collell i Montcalb